# Charles Island (Nunavut)
Charles Island ist eine unbewohnte, arktische Insel in der Qikiqtaaluk-Region des kanadischen Territoriums Nunavut.

## Lage
Die 235 km² große Insel liegt in der Hudsonstraße, 16 km nordnordwestlich von Cap de Nouvelle-France, einem der nördlichsten Punkte der Ungava-Halbinsel.
Charles Island hat eine Ausdehnung in WNW-OSO-Richtung von 36 km. Die maximale Breite beträgt 8,8 km. Die größte Erhebung erreicht 46 m.